# Wielkolot
Wielkolot (Petaurista) – rodzaj ssaków z podrodziny wiewiórek (Sciurinae) w obrębie rodziny wiewiórkowatych (Sciuridae).

## Rozmieszczenie geograficzne
Rodzaj obejmuje gatunki występujące w Azji.

## Morfologia
Długość ciała (bez ogona) 270–610 mm, długość ogona 280–770 mm; masa ciała 0,49–3 kg.

## Systematyka
Rodzaj zdefiniował w 1795 roku niemiecki przyrodnik Johann Heinrich Friedrich Link w książce swojego autorstwa o tytule Wkład w historię naturalną. Gatunkiem typowym jest (absolutna tautonimia) wielkolot rdzawy (P. petaurista).

### Etymologia
- Petaurista (Petauristus): łac. petaurista ‘akrobata, tancerz’, od gr. πεταυριστης petauristēs ‘akrobata’[10].
- Galeolemur: gr. γαλεη galeē lub γαλη galē ‘łasica’; rodzaj Lemur Linnaeus, 1758 (lemur)[11]. Rodzaj opisany jako należący do Cynocephalidae na podstawie okazu z Cejlonu, lecz według Thomasa, jako że na Cejlonie nie występują lotokoty musi to być gatunek z rodzaju Petaurista[12]. Gatunek typowy (oznaczenie monotypowe): Galeopithecus macrourus Temminck, 1836 (nomen dubium).
- Schoinobates: σχοινοβατης skhoinobatēs ‘tancerz na linie, linoskoczek’[13]. Gatunek typowy (oznaczenie monotypowe): Pteromys leucogenys Temminck, 1827.

### Podział systematyczny
Do rodzaju należą następujące występujące współcześnie gatunki:
| Grafika | Gatunek                                        | Autor i rok opisu           | Nazwa zwyczajowa         | Podgatunki         | Rozmieszczenie geograficzne | Podstawowe wymiary                              | Status IUCN |
| ------- | ---------------------------------------------- | --------------------------- | ------------------------ | ------------------ | --- | ----------------------------------------------- | ----------- |
|         | Petaurista leucogenys                          | (Temminck, 1827)            | wielkolot białolicy      | 3 podgatunki       | endemit Japonii: Honsiu, Sikoku i Kiusiu | DC: 27–48 cm DO: 28–41 cm MC: 0,49–1,2 kg       | LC          |
|         | Petaurista xanthotis                           | (A. Milne-Edwards, 1872)    | wielkolot chiński        | gatunek monotypowy | endemit Chińskiej Republiki Ludowej: Qinghai, wschodni Tybet, Gansu, Syczuan i północno-zachodni Junnan; zakres wysokości: 2000–3400 m n.p.m. | DC: 32–44 cm DO: 29–38 cm MC: 0,73–1,2 kg       | LC          |
|         | Petaurista lena                                | O. Thomas, 1907             |                          | gatunek monotypowy | endemit Tajwanu: ograniczony do lasów liściastych i iglastych; zakres wysokości: 1200–3750 m n.p.m. | DC: 35–51 cm DO: 36–52 cm MC: 0,88–1,9 kg       | NE          |
|         | Petaurista caniceps                            | (J.E. Gray, 1842)           |                          | gatunek monotypowy | Nepal, północno-wschodnie Indie (północny Bengal Zachodni na wschód do Arunachal Pradesh i Nagalandu), Bhutan, południowa Chińska Republika Ludowa (południowy Tybet, Syczuan, Kuejczou i Junnan)                                                                              | DC: 30–37 cm DO: 36–40 cm MC: brak danych       | NE          |
|         | Petaurista grandis                             | (Swinhoe, 1863)             |                          | gatunek monotypowy | endemit Tajwanu: lasy liściaste | DC: brak danych DO: brak danych MC: brak danych | NE          |
|         | Petaurista petaurista                          | (Pallas, 1766)              | wielkolot rdzawy         | 15 podgatunków     | południowo-wschodnia Chińska Republika Ludowa przez Półwysep Malajski do Sumatry, Jawy, Borneo i przybrzeżnych wysp; zakres wysokości: 0–3100 m n.p.m. | DC: 28–52 cm DO: 34–63 cm MC: 0,99–2,9 kg       | LC          |
|         | Petaurista elegans                             | (Temminck, 1836)            | wielkolot strojny        | 3 podgatunki       | Sumatra, Jawa (wraz z wyspą Kembang), góry północnego Borneo i Wyspy Natuna | DC: brak danych DO: brak danych MC: brak danych | LC          |
|         | Petaurista marica                              | (O. Thomas, 1912)           |                          | gatunek monotypowy | północno-wschodnie Indie, północna i wschodnia Mjanma, południowa Chińska Republika Ludowa (Junnan i Kuangsi), Laos, Wietnam, Tajlandia i półwyspowa Malezja; zakres wysokości: 200–4000 m n.p.m.                                                                              | DC: około 36 cm DO: około 38 cm MC: brak danych | NE          |
|         | Petaurista sybilla                             | O. Thomas & Wroughton, 1916 |                          | gatunek monotypowy | północno-wschodnie Indie (południowy Asam, Meghalaya i Manipur), północna Mjanma, środkowa i południowa Chińska Republika Ludowa (na wschód do Hubei i Hunan) | DC: około 34 cm DO: około 34 cm MC: brak danych | NE          |
|         | Petaurista albiventer                          | (J.E. Gray, 1834)           |                          | 2 podgatunki       | północne Indie (Pendżab i Uttarakhand), Nepal, południowa Chińska Republika Ludowa (południowo-wschodni Tybet i północno-zachodni Junnan) i Tajlandia; niepotwierdzony w północno-wschodnim Afganistanie i północno-zachodnim Pakistanie; zakres wysokości: 1350–3050 m n.p.m. | DC: 33–55 cm DO: 39–45 cm MC: 1,1–1,8 kg        | NE          |
|         | Petaurista yunanensis                          | (J. Anderson, 1875)         |                          | gatunek monotypowy | Chińska Republika Ludowa (Tybet, Syczuan, Junnan i Kuangsi) rozciągając się do północnej Mjanmy, północnego Laosu i północnego Wietnamu; zakres wysokości: 1800–4270 m n.p.m.                                                                                                  | DC: 41–61 cm DO: 49–60 cm MC: 0,73–1,2 kg       | NE          |
|         | Petaurista hainanus                            | G.M. Allen, 1925            |                          | gatunek monotypowy | endemit Chińskiej Republiki Ludowej: Hajnan | DC: 40–51 cm DO: 45–59 cm MC: brak danych       | NE          |
|         | Petaurista alborufus                           | (A. Milne-Edwards, 1870)    | wielkolot biało-czerwony | 5 podgatunków      | północno-wschodnie Indie, środkowa Chińska Republika Ludowa (na północ do Shaanxi, na wschód do Hubei), Mjanma i północna Tajlandia; zakres wysokości: 800–3500 m n.p.m. | DC: 35–58 cm DO: 40–61 cm MC: 1,2–1,9 kg        | LC          |
|         | Petaurista philippensis                        | (W. Elliot, 1839)           | wielkolot orientalny     | 5 podgatunków      | fragmentarycznie w środkowych, południowych i północno-wschodnich Indiach, Sri Lance i Chińskiej Republice Ludowej (na południe od wschodniego Gansu i Shaanxi) do wiąkszości kontynentalnej Azji Południowo-Wschodniej oraz archipelag Mergui)                                | DC: 38–61 cm DO: 48–69 cm MC: 1,3–2,3 kg        | LC          |
|         | Petaurista magnificus Chińska Republika Ludowa | (B.H. Hodgson, 1836)        | wielkolot wspaniały      | gatunek monotypowy | Nepal, północno-wschodnie Indie (Sikkim i Arunachal Pradesh), Bhutan i Chińska Republika Ludowa (południowy Tybet); zakres wysokości: około 3000 m n.p.m. | DC: 36–42 cm DO: 41–55 cm MC: 1,3–1,8 kg        | LC          |
|         | Petaurista nobilis                             | (J.E. Gray, 1842)           | wielkolot szlachetny     | 3 podgatunki       | Nepal, północno-wschodnie Indie (Sikkim, Arunachal Pradesh i północny Bengal Zachodni) i Bhutan; zakres wysokości: 1500–3000 m n.p.m. | DC: 35–59 cm DO: 38–60 cm MC: 2,3–3 kg          | NT          |
|         | Petaurista mechukaensis                        | Choudhury, 2007             |                          | gatunek monotypowy | endemit Indii: dolina Mechuka (Arunachal Pradesh); zakres wysokości: 1800–2000 m n.p.m. | DC: 46–53 cm DO: 52–77 cm MC: brak danych       | NT          |
|         | Petaurista siangensis                          | Choudhury, 2013             |                          | gatunek monotypowy | endemit Indii: zakłada się, że występuje między rzeką Siang a rzeką Dibang (Arunachal Pradesh) | DC: około 57 cm DO: około 56 cm MC: brak danych | NE          |

Kategorie IUCN:  LC  – gatunek najmniejszej troski,  NT  – gatunek bliski zagrożenia;  NE  – gatunki niepoddane jeszcze ocenie.
Opisano również gatunki wymarłe z plejstocenu Azji:
- Petaurista brachyodus Yang Zhongjian, 1934[16]
- Petaurista tetyukhensis Tiunov & Gimranov, 2020[17]